# 开姆尼茨地区县
开姆尼茨地区县（德語：Landkreis Chemnitzer Land）是德国萨克森州西部曾经的一个县，隶属于开姆尼茨行政区，首府格劳豪。2008年，开姆尼茨地区县与茨维考地区县和茨维考合并为茨维考县。